# ویلفرد نوی
ویلفرد نوی (انگلیسی: Wilfred Noy؛ ‏ ۲۴ دسامبر ۱۸۸۳ – ۲۹ مارس ۱۹۴۸) یک هنرپیشه، کارگردان و فیلم‌نامه‌نویس اهل بریتانیا بود.
از فیلم‌هایی که وی در آن نقش داشته است، می‌توان به اما،  خیال مرا از سر بیرون کن و تداخل اشاره کرد.